# نیکلای باغداساریان
نیکلای یوریی باغداساریان (ارمنی: Նիկոլայ Յուրիի Բաղդասարյան؛ زادهٔ ۴ اکتبر ۱۹۷۵) یک وکیل و سیاستمدار اهل ارمنستان است که از تاریخ ۲۰۱۹ تا تاریخ ۲۰۲۱ سمت نمایندگی دوره هفتم مجلس ملی جمهوری ارمنستان را برعهده داشت.

## زندگی‌نامه
در در ایروان به دنیا آمد و از Հայկական բաց համալսարան فارغ‌التحصیل شد. 